# Fátima Ismail
A Princesa Fátima Ismail, nascida em junho de 1853, é uma das filhas do Quedive Ismail de sua esposa Shohrat Faza Hanim, distinguindo-se pelo amor geral ao bem e pela contribuição às obras de caridade entre suas irmãs. Ela estava acostumada a saborear a arte e a cultura de sua vida nos palácios reais e também estava interessada em patrocinar a cultura e a ciência, mas não conseguiu entrar na universidade para impedir que as meninas se matriculassem na universidade. Ela se casou com o príncipe Toson bin Muhammad Said Pasha, governador do Egito, em 1871. Ela foi celebrada em seu casamento com o príncipe Toson bin Said Pasha, onde usava uma tiara de diamantes, cujo preço era de 40.000 libras, e seu vestido era de precioso Seda branca francesa cravejada com as pérolas e diamantes mais caros e seu comprimento de 15 metros, e ela deu à luz o príncipe Jamil e a princesa Esmat. Casou com o príncipe Mahmud Seri Pasha após a morte de seu primeiro marido em 1876, e ela lhe deu três filhos e uma filha. A posse da princesa de muitos ornamentos maravilhosos tornou-se famosa, muitos servos carregavam suas jóias e suas roupas eram cravejadas com uma grande quantidade de pedras preciosas. Ela faleceu em 18 de novembro de 1920.

## Edifício da Faculdade de Artes
A princesa Fátima percebeu um empecilho na construção do Colégio das Artes por falta de verbas e, para concluir o colégio, doou suas joias. Até agora, o colégio tem uma placa que diz: “Uma memória perfumada da princesa Fátima Ismail, que contribuiu para a construção deste colégio”.

## Doações da princesa para a universidade
A princesa Fátima anunciou que arcaria com todos os custos de construção, que na época somavam 26 mil libras, o equivalente a 10 milhões de libras em 1983 com dinheiro próprio para construir a Universidade Egípcia. Isso foi feito doando algumas de suas jóias e ornamentos para a administração da universidade, a fim de atender aos interesses da universidade. Essas gemas são:
- Um colar de cortes emeralda, diamantes brilhantes em torno de cada peça, um presente da Sultão Abdul-Aziz para o pai.
- Quatro peças herdadas de Said Pasha.
- Uma pulseira de diamantes de corte brilhante contendo uma parte circular no centro de uma pedra pesando cerca de 20 quilates, em torno da qual se encontram 10 grandes peças redondas, um complexo de peças quadradas na corrente da pulseira, incluindo 18 peças grandes e 56 menores peças
- Uma pena de diamantes de lapidação brilhante, na qual há pedras de tamanhos diferentes, a forma de um coração é perfurada por uma flecha
- Um colar contendo uma cadeia de ouro do qual uma grande pedra pesando 20 quilates e duas pequenas pedras, cada uma garota 12 quilates é suspensa. As pedras consistem em diamantes brilhantes.
- Um anel com um lóbulo piramidal de diamantes, de cor azulada

A universidade confiou o Dr. Muhammad Alawi Pasha com o processo de vender as jóias. Ele vendeu a um preço acessível de cerca de 70.000 libras. O preço das jóias beneficiou a universidade.

## As concessões da princesa antes de sua morte
Abriu mão de sua empresa, estimada em cerca de 125.000 metros quadrados, que foi transformada no Museu da Agricultura, e decidiu ceder ao governo o restante de suas propriedades, no valor de mais de 30 hectares, para transformar na área Dokki, anteriormente chamada Rua Princesa Fatma Ismail.

## Homenagem a ela no 90º aniversário da universidade
A doação da princesa Fátima foi homenageada em comemoração aos 90 anos de fundação da universidade em 7 de dezembro de 1996, e nesta época foram discutidos os responsáveis pelos seus herdeiros. O festival incluiu fotos dela e de suas joias que ela doou para estabelecer a Faculdade de Letras, pois estava entusiasmada com a construção da Universidade Ahlia na época um pavilhão especial foi montado no Museu da Universidade com todas as suas fotos, pertences e joias.